# Viknînî, Bilohirea
Viknînî (în ucraineană Вікнини) este localitatea de reședință a comunei Viknînî din raionul Bilohirea, regiunea Hmelnîțkîi, Ucraina.

## Demografie
Componența lingvistică a localității Viknînî
     Ucraineană (100%)
Conform recensământului din 2001, toată populația localității Viknînî era vorbitoare de ucraineană (100%).